# کاش اینجا بودی (ترانه آوریل لوین)
«کاش اینجا بودی» (به انگلیسی: Wish You Were Here) ترانه‌ای از هنرمند اهل کانادا آوریل لوین است که در ۹ سپتامبر ۲۰۱۱ منتشر شد. این ترانه در چهارمین آلبوم استودیویی او با عنوان خدانگهدار لالایی قرار دارد.
این ترانه در چارت‌های لبنان و کره جنوبی جزو ده ترانه اول قرار گرفت.